# Beddomeia briansmithi
Beddomeia briansmithi é uma espécie de gastrópode  da família Hydrobiidae.
É endémica da Austrália.